# Kounice
Kounice (německy Kaunitz) jsou městys v okrese Nymburk ve Středočeském kraji. Leží asi pět kilometrů severně od města Český Brod. Žije zde přibližně 1 700 obyvatel a jejich katastrální území má rozlohu 1129 hektarů.

## Historie

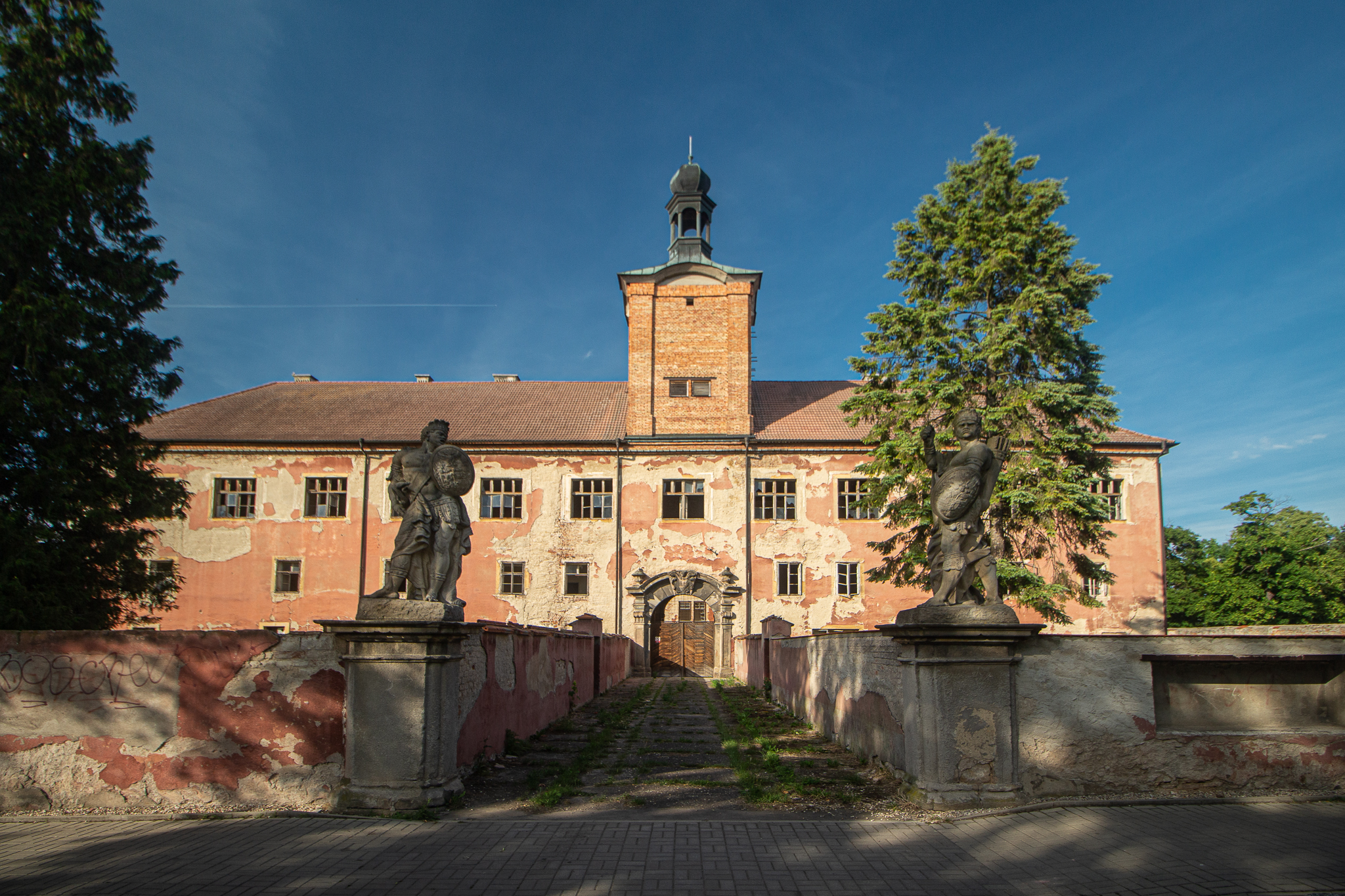
Kounický zámek

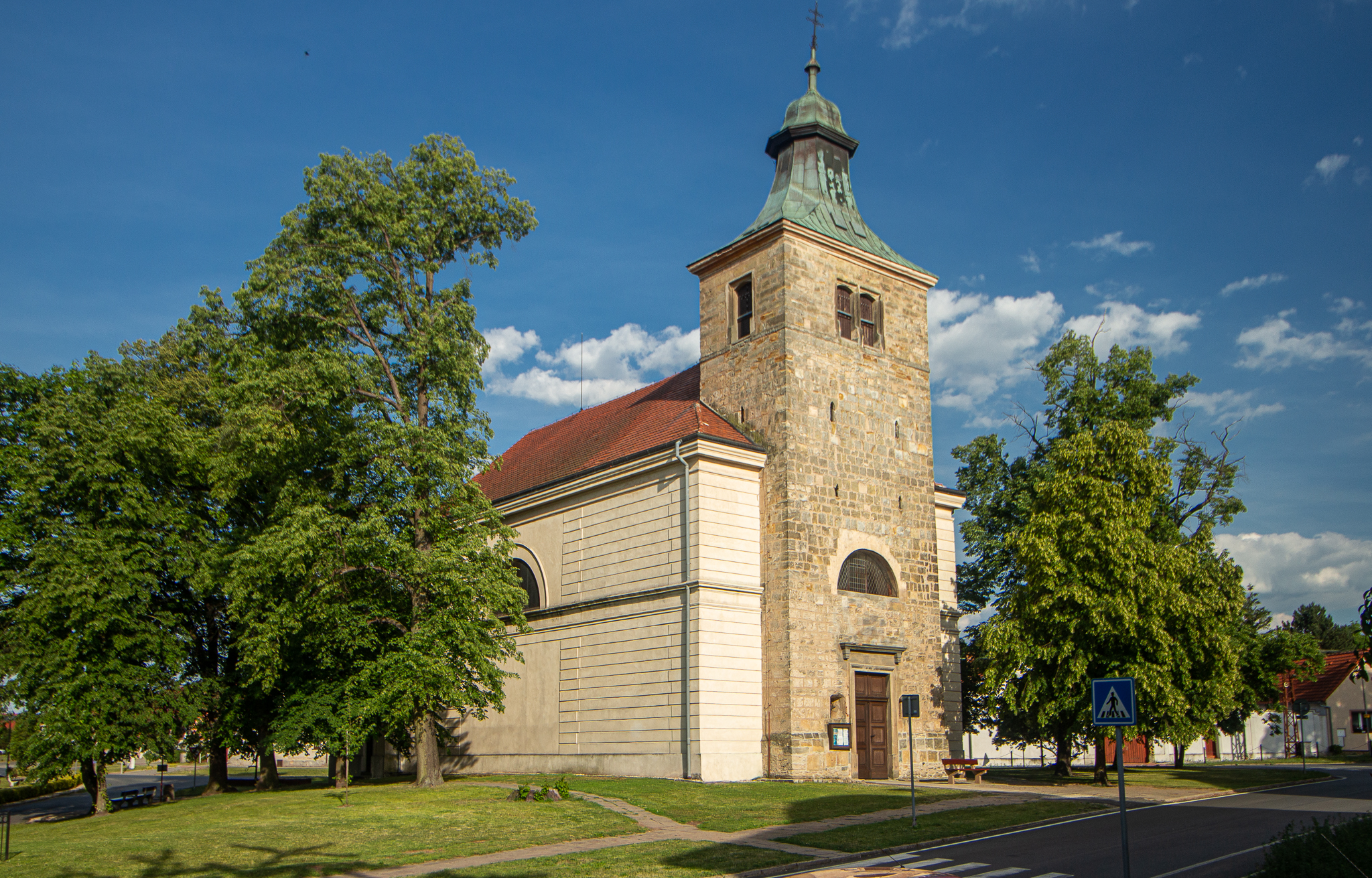
Kostel svatého Jakuba Většího

Kounice patřily mezi nejstarší středočeské osady. Ty byly nepravidelně osidlovány již v mladší době kamenné, to znamená asi 3 000 let př. n. l. Tento údaj byl zpřesněn nálezy Státního archeologického ústavu v Praze z let 1938 a 1978. V roce 1938 byla v kounické "Skále" nalezena velká zásobnice, jejíž stáří určil Dr. Kudrnáč ze zmíněného ústavu na 4 000 let. První písemná zmínka o obci pochází z roku 1257.
V městysi Kounice (1301 obyvatel, poštovní úřad, telegrafní úřad, telefonní úřad, četnická stanice, katol. kostel, sbor dobrovolných hasičů) byly v roce 1932 evidovány tyto živnosti a obchody: lékař, biograf Sokol, 2 obchody s dobytkem, elektrotechnický závod, 2 holiči, 5 hostinců, 2 kapelníci, 3 koláři, obchod s koňmi, 4 kováři, 3 krejčí, vodní meliorační družstvo, mlýn, 4 obuvníci, 3 pekaři, 2 porodní asistentky, 5 rolníků řezník, 3 sadaři, sedlář, sladovna, 9 obchodů se smíšeným zbožím, spořitelní a záložní spolek pro Kounice, švadlena, tesařský mistr, 3 trafiky, 3 truhláři, velkostatek Kounice, 2 zahradníci.

## Obyvatelstvo
| Rok            | 1869  | 1880  | 1890  | 1900  | 1910  | 1921  | 1930  | 1950  | 1961  | 1970  | 1980 | 1991 | 2001 | 2011  | 2021  |
| -------------- | ----- | ----- | ----- | ----- | ----- | ----- | ----- | ----- | ----- | ----- | ---- | ---- | ---- | ----- | ----- |
| Počet obyvatel | 1 339 | 1 443 | 1 457 | 1 308 | 1 306 | 1 208 | 1 331 | 1 051 | 1 059 | 1 024 | 995  | 954  | 955  | 1 233 | 1 587 |
| Počet domů     | 148   | 159   | 165   | 167   | 188   | 187   | 263   | 279   | 276   | 285   | 298  | 349  | 369  | 453   | 560   |

## Správa městyse
Od 10. října 2006 byl obci vrácen status městyse.
V letech 1850–1921 k obci patřil Chrást a od 1. ledna 1980 do 23. listopadu 1990 také Černíky.

### Územněsprávní začlenění

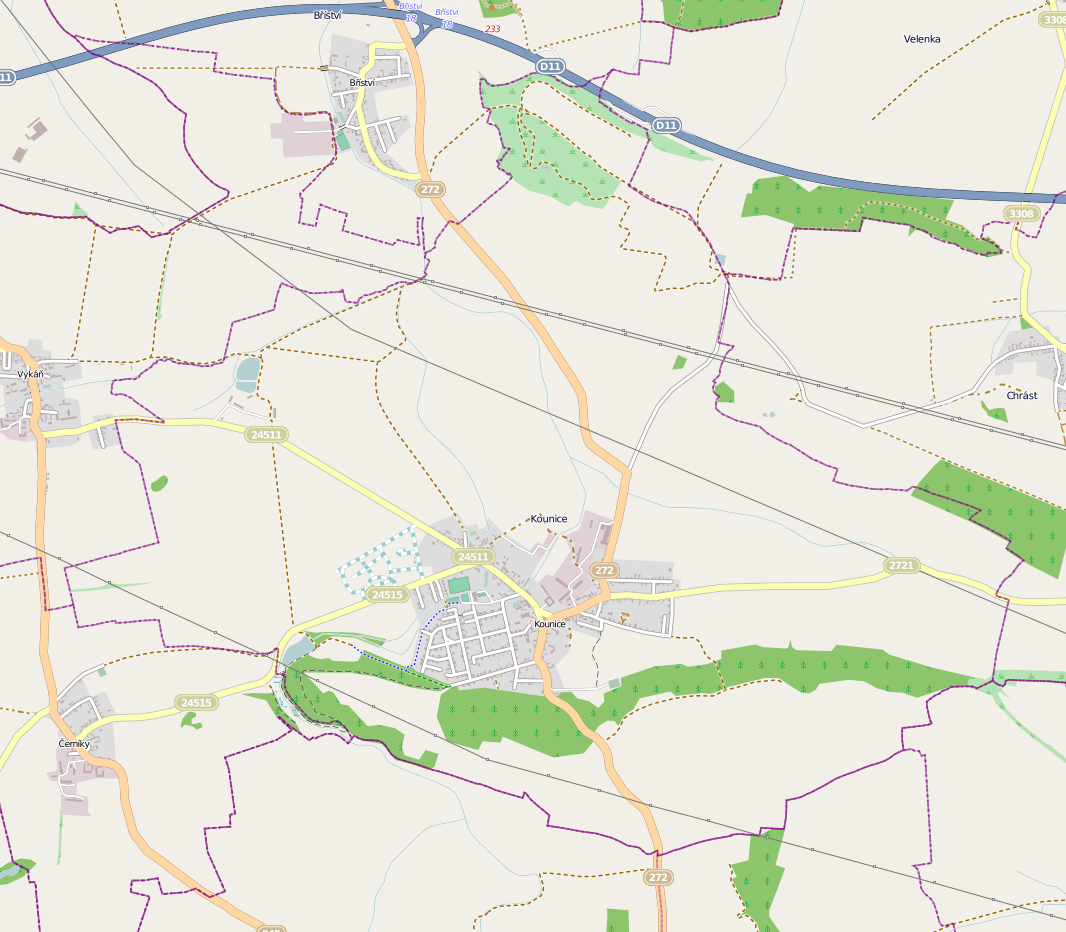
Kounice, okres Nymburk, mapa katastrálního území 1:30 000.

Dějiny územněsprávního začleňování zahrnují období od roku 1850 do současnosti. V chronologickém přehledu je uvedena územně administrativní příslušnost obce v roce, kdy ke změně došlo:
- 1850 země česká, kraj Pardubice, politický okres Černý Kostelec, soudní okres Český Brod[9]
- 1855 země česká, kraj Praha, soudní okres Český Brod
- 1868 země česká, politický i soudní okres Český Brod
- 1939 země česká, Oberlandrat Kolín, politický i soudní okres Český Brod[10]
- 1942 země česká, Oberlandrat Praha, politický i soudní okres Český Brod[11]
- 1945 země česká, správní i soudní okres Český Brod[12]
- 1949 Pražský kraj, okres Český Brod[13]
- 1960 Středočeský kraj, okres Nymburk
- 2003 Středočeský kraj, okres Nymburk, obec s rozšířenou působností Český Brod
- k 1. lednu 2021 Středočeský kraj, okres Nymburk, obec s rozšířenou působností Lysá nad Labem[14]

### Symboly městyse
Znak a vlajka byly městysi uděleny rozhodnutím předsedy Poslanecké sněmovny Parlamentu České republiky dne 30. listopadu 2007.

## Doprava
Dopravní síť
- Pozemní komunikace – Městysem prochází silnice II/272 Český Brod – Lysá nad Labem – Benátky nad Jizerou. Ve vzdálenosti tři kilometry lze najet na dálnici D11 na exitu 18 (Bříství).

- Železnice – Železniční trať ani stanice na území městyse nejsou. Nejblíže městysi je železniční stanice Český Brod ve vzdálenosti čtyři kilometry ležící na trati 011 z Prahy do Kolína.

Veřejná doprava 2025
- Autobusová doprava – V městysi stavěly autobusové linky Pražské integrované dopravy 661 Český Brod, žel. st. – Kounice – Starý Vestec – Přerov nad Labem, U Skanzenu – Semice, střed – Lysá nad Labem, žel. st. a 662 v trase Mochov – Vyšehořovice – Vykáň – Kounice (z Mochova pokračuje dále jako linka 354 směr Černý Most). Obec je také obsluhována poptávkovou dopravou PID Haló.

## Pamětihodnosti
- Zámek v Kounicích
- Kostel svatého Jakuba Většího
- Špitál (čp. 100)
- Panská sladovna (čp. 52)
- Fara (čp. 53)
- Kounická sýpka
- Socha svatého Jana Nepomuckého
- Panská hospoda (čp. 105)

## Fotogalerie

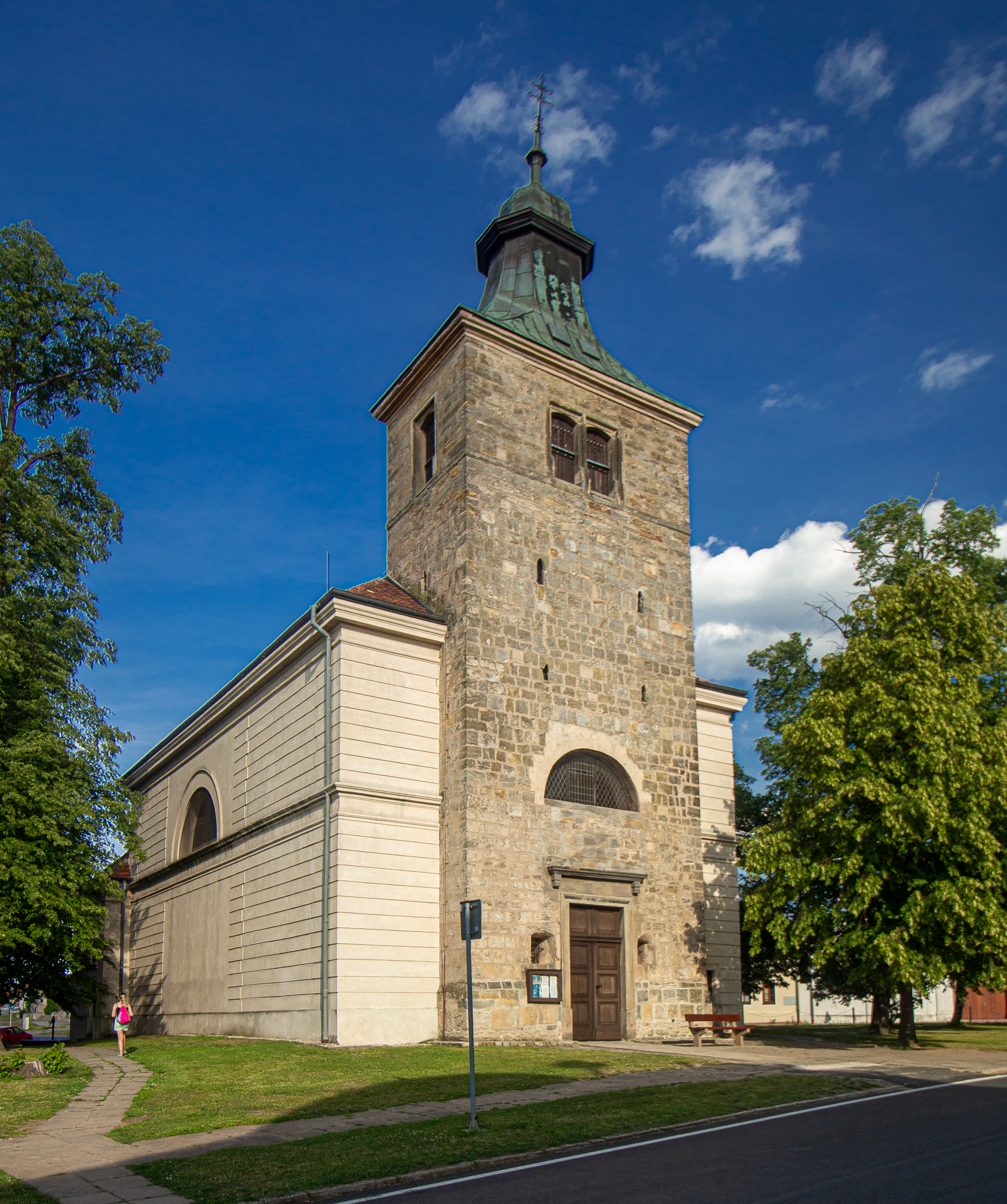
Kounický kostel svatého Jakuba
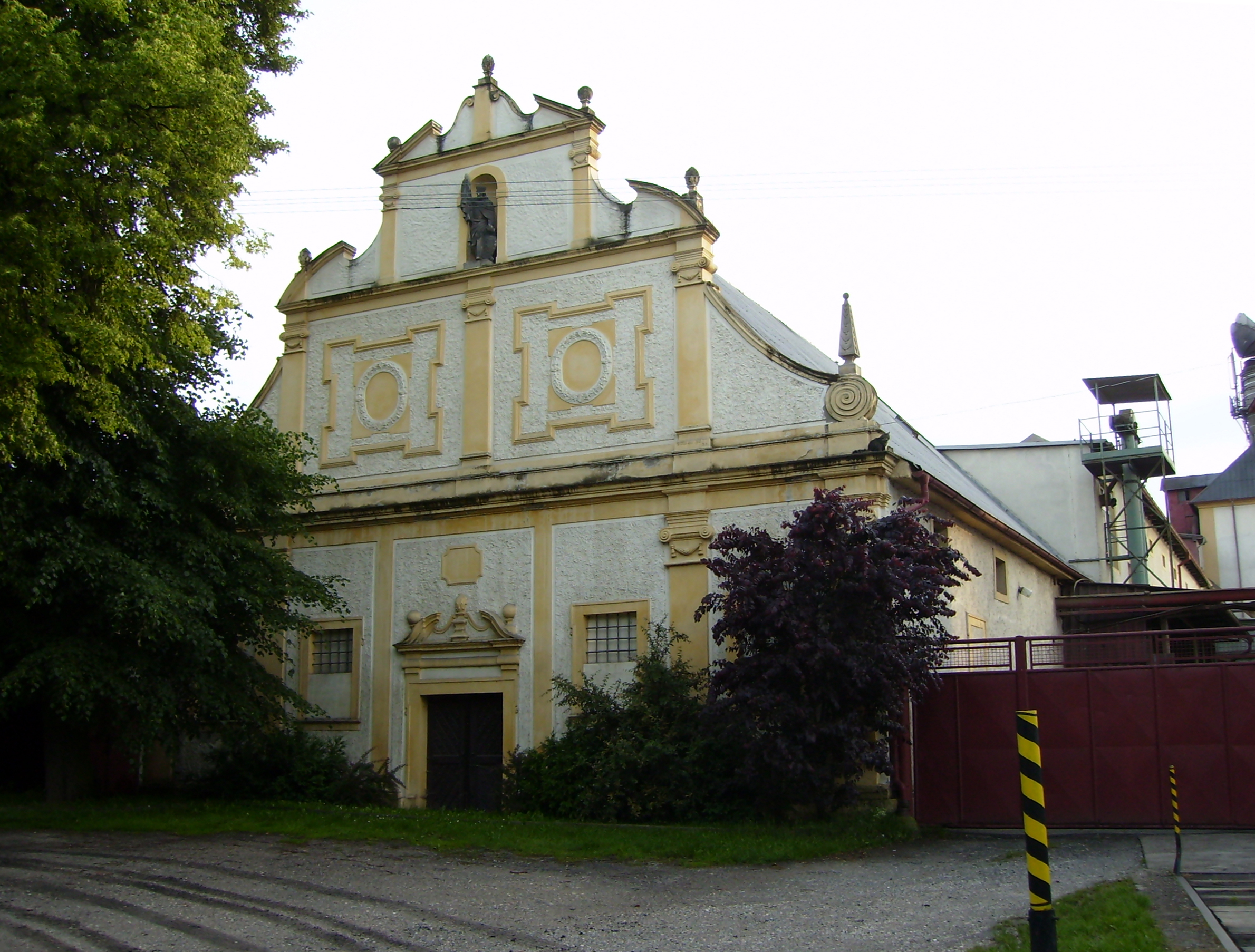
Historická budova sladovny
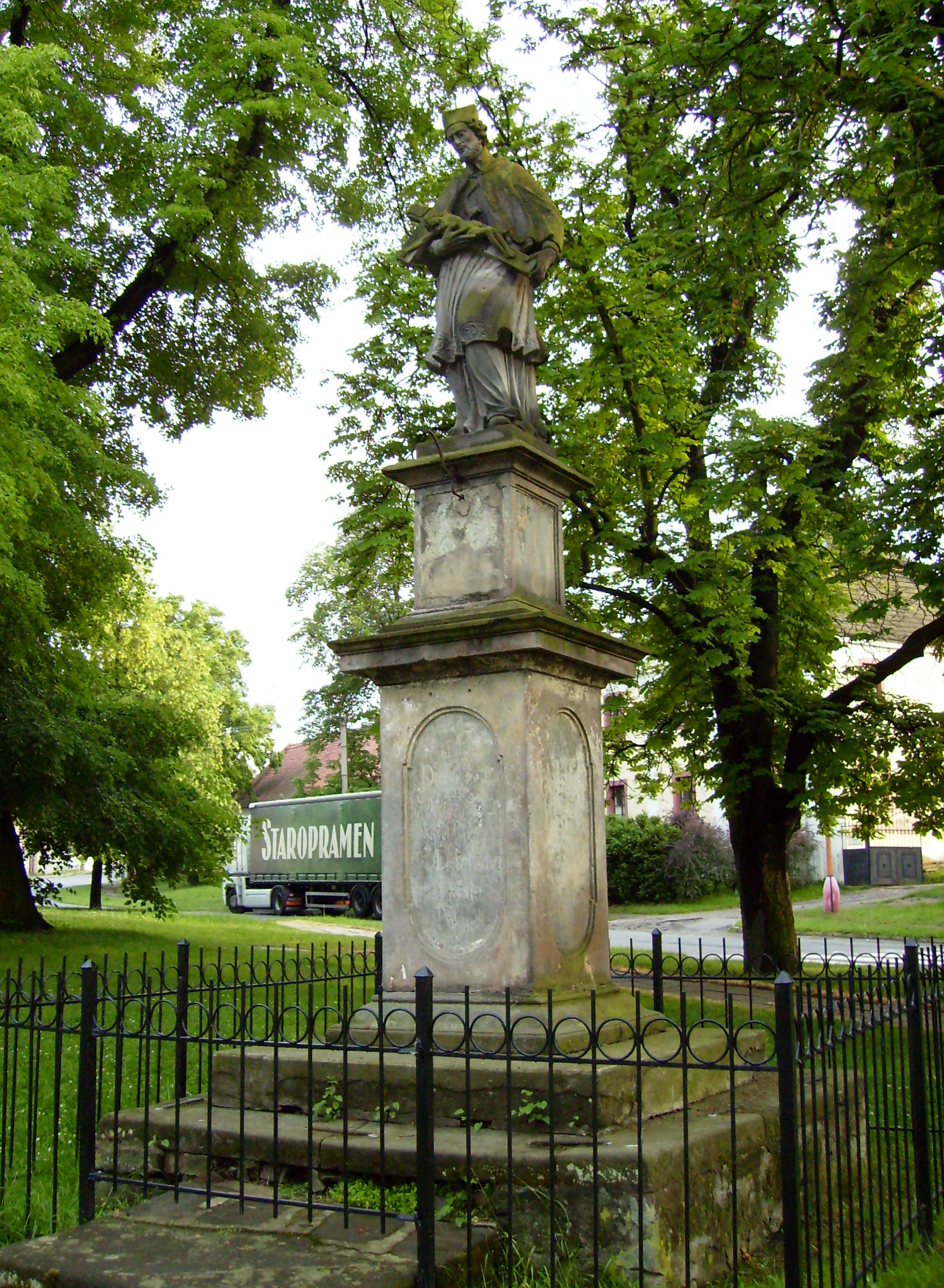
Socha svatého před kostelem ve středočeských Kounicích
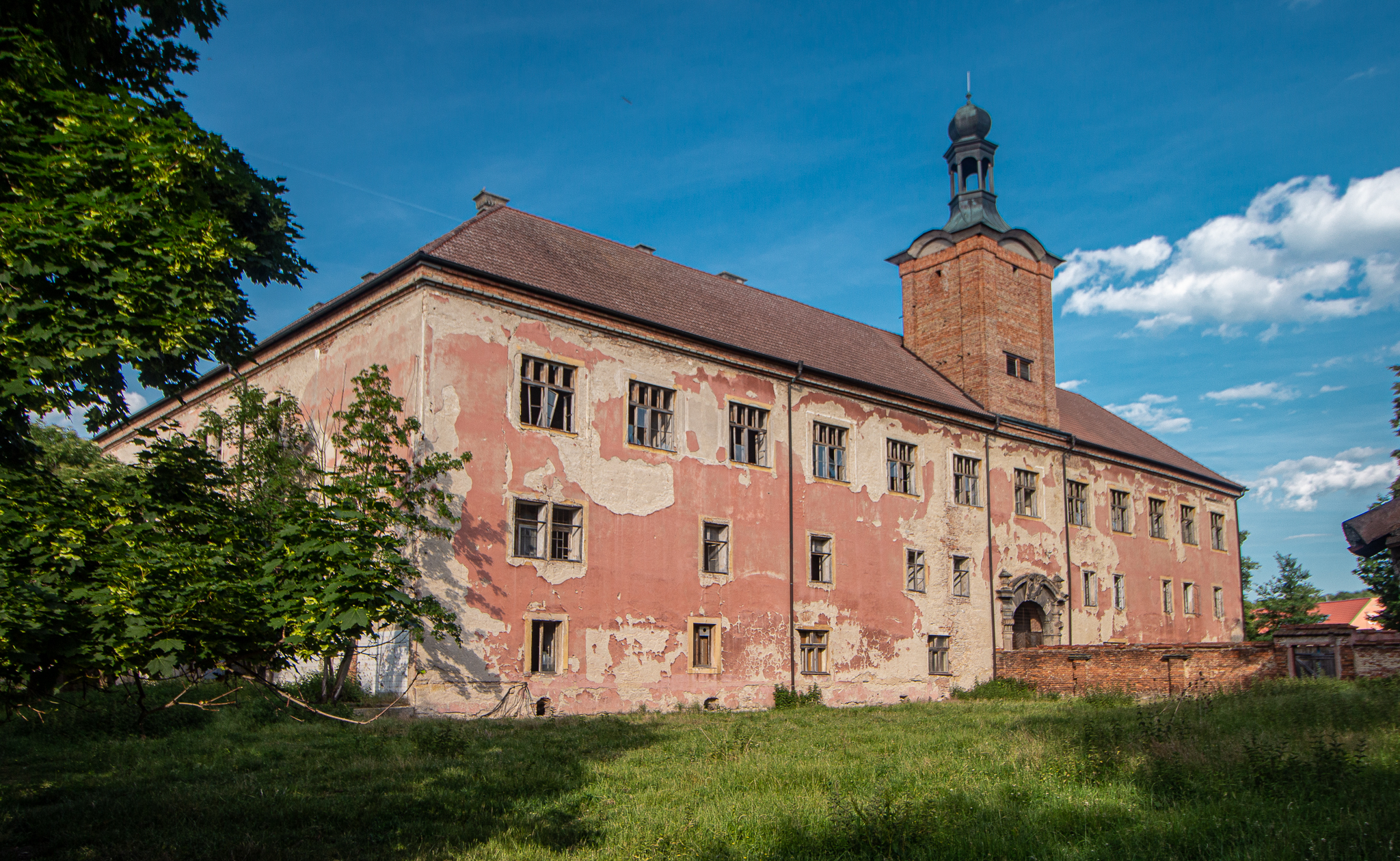
Kounický zámek